# Andrew Mehrtens
Andrew Philip Mehrtens (Durban, 28 aprile 1973) è un ex rugbista a 15 e allenatore di rugby a 15 neozelandese, mediano d'apertura dei Crusaders e degli All Blacks per circa un decennio e vincitore di sei titoli del Super Rugby; con 973 punti internazionali marcati per la sua Nazionale è tra i migliori realizzatori degli All Blacks. Divenuto allenatore, ha guidato il Béziers fino al 2013.

## Biografia
Nato in Sudafrica da genitori neozelandesi che si trovavano a Durban con un permesso quinquennale di lavoro, crebbe a Christchurch dall'età di un anno; suo nonno George, anch'egli rugbista, militò nella selezione provinciale di Canterbury negli anni venti e anche suo padre, pur senza mai vestire la maglia degli All Blacks, rappresentò la provincia.
Nel 1993 fu selezionato a sua volta per la provincia di Canterbury con la quale esordì nel Campionato nazionale provinciale; nel 1995 fu convocato per gli All Blacks con i quali esordì ad Auckland nell'aprile di quell'anno in un test match contro il Canada.
Un mese più tardi fu in Sudafrica tra i convocati alla Coppa del Mondo di rugby 1995, in cui la squadra giunse fino alla finale, persa 15-18 nei minuti terminali dell'incontro con i padroni di casa degli Springbok.
Passato professionista nel 1995, entrò nella neoistituita franchise di Canterbury, i Crusaders, con i quali partecipò nel 1996 alla prima edizione del Super Rugby SANZAR; nel 1998 vinse il suo primo titolo, bissato l'anno seguente.
Prese poi parte alla Coppa del Mondo di rugby 1999, in cui gli All Blacks giunsero quarti dopo avere perso la semifinale contro la Francia; nel 2000 vinse il suo terzo titolo consecutivo di Super Rugby.
Con l'avvento di John Mitchell sulla panchina degli All Blacks Mehrtens, che all'epoca vantava 66 incontri internazionali, fu messo da parte dopo e non convocato per la Coppa del Mondo di rugby 2003; dopo le dimissioni di Mitchell e l'arrivo di Graham Henry, fu richiamato in squadra per i test di metà anno del 2004; disputò il suo ultimo incontro internazionale, il settantesimo, a Johannesburg contro il Sudafrica; con 967 punti marcati era, all'epoca, il miglior realizzatore per la Nuova Zelanda.
Dopo 9 campionati consecutivi nel Super Rugby, con sette finali e cinque vittorie, Mehrtens lasciò il Paese per trasferirsi in Inghilterra, agli Harlequins in seconda divisione; con 196 punti marcati in stagione contribuì in larga parte al ritorno del club in Premiership.
Nel 2007, lasciati gli Harlequins, si trasferì in Francia per firmare un contratto di un anno al Tolone, anch'esso all'epoca in seconda divisione; dopo avere assicurato la promozione al club, con 261 punti in 25 incontri di campionato, rimase in Pro D2 nelle file del Racing Métro 92 di Parigi.
Dopo avere guadagnato l'ennesima promozione e militato una stagione in Top 14, Mehrtens non si vide rinnovato il contratto dal Racing Métro e firmò un contratto annuale con il Béziers in Fédérale 1, terza divisione nazionale, per quella che fu la sua ultima stagione da giocatore; nel 2011 divenne allenatore in seconda dello stesso Béziers in Pro D2 e, visti i risultati deficitari, nel 2012 ne fu promosso allenatore-capo; tuttavia, nel febbraio 2013, continuando i risultati negativi del club, rassegnò le dimissioni dall'incarico rimanendo nel club con incarichi solo amministrativi, poi lasciati definitivamente a fine stagione.

## Palmarès
- Super Rugby: 5
Crusaders: 1998, 1999, 2000, 2002, 2005